# Komenda Wojewódzka Straży Granicznej w Łucku
Komenda Wojewódzka Straży Granicznej Wołyńska w Łucku – organ dowodzenia Straży Granicznej w II Rzeczypospolitej w latach 1922 – 1923.

## Formowanie i zmiany organizacyjne
Wykonując postanowienia uchwały Rady Ministrów z 23 maja 1922 roku o powołaniu Straży Granicznej, Minister Spraw Wewnętrznych z dniem 1 września 1922 wprowadził w formacji nową organizację wewnętrzną. Ostatecznie nazwę „Baony Celne” na „Straż Graniczną” zmieniono rozkazem Ministra Spraw Wewnętrznych z 9 listopada 1922 roku. Granicę wschodnią podzielono na odcinki wojewódzkie. Komendy wojewódzkie Straży Granicznej przyjęły nazwy województw. Komendant podlegał w sprawach służby granicznej wojewodzie, a pod względem dyscyplinarnym, administracyjnym i regulaminowym głównemu komendantowi Straży Granicznej. Komendantom wojewódzkim za pośrednictwem komend powiatowych podlegały wszystkie bataliony Straży Granicznej stacjonujące w obrębie województwa.
Komenda Główna Straży Granicznej wyznaczyła z dniem 1 września 1922 roku obsadę personalną Komendy Wojewódzkiej Straży Granicznej w Łucku.

## Kadra komendy wojewódzkiej
Stan na dzień 1 września 1922:
- komendant – płk Władysław Nowakowski
- zastępca komendanta – kpt. Władysław Ochab
- oficer do specjalnych zleceń – kpt. Wacław Bandurski
- oficer ordynansowy – ppor. Piotr Marzecki

## Struktura organizacyjna
Dyslokacja według stanu na dzień 1 grudnia 1922
- Komenda wojewódzka w Łucku
- Komenda Powiatowa Straży Granicznej w Korcu
  - 36 batalion Straży Granicznej – Ujście
  - 9 batalion Straży Granicznej – Korzec
  - 26 batalion Straży Granicznej – Milatyn
- Komenda Powiatowa Straży Granicznej w Krzemieńcu
  - 35 batalion Straży Granicznej – Ostróg
  - 6 batalion Straży Granicznej – Dederkały
  - 25 batalion Straży Granicznej – Łanowce